# Saint-Seurin-de-Palenne
Saint-Seurin-de-Palenne är en kommun i departementet Charente-Maritime i regionen Nouvelle-Aquitaine i västra Frankrike. Kommunen ligger  i kantonen Pons som ligger i arrondissementet Saintes. År 2022 hade Saint-Seurin-de-Palenne 166 invånare.

## Befolkningsutveckling
Antalet invånare i kommunen Saint-Seurin-de-Palenne
Referens:INSEE